# Jehane Ragai
Jehane Nour el Din Ragai (àrab: جيهان نور الدين رجائي, Jīhān Nūr ad-Dīn Rajāʾī, el Caire, Egipte, 17 d'agost de 1944) és una professora emèrita de química a la Universitat Americana del Caire (AUC). És autora del llibre de no-ficció The Scientist and the Forger, publicat el 2015 per Imperial College Press.

## Primers anys i educació
Jehane Ragai va néixer al Caire, Egipte i és filla de Doria Shafik (1908-1975), sufragista i líder del moviment feminista egipci des de mitjans dels anys quaranta fins a mitjans dels anys cinquanta i de l'advocat Nour el Din Ragai (1914-1980).
Ragai va obtenir el batxillerat al Liceu Francès del Caire, un B.Sc. en química el 1966 (magna cum laude) i un màster en Ciència de les Matèries sòlides (1968), tots dos de la Universitat Americana del Caire. El 1976 es va doctorar a Brunel, la Universitat de West London, al Regne Unit.

## Trajectòria
Jehane Ragai va ser membre del professorat del Departament de Química de la Universitat Americana del Caire (AUC) des del 1970, fins a la seva jubilació com a professora emèrita el 2014.
L'interès de la investigació de Ragai es basa principalment en la química de la superfície i el seu treball tracta de les interfícies gas/sòlid i líquid/sòlid. També té un gran interès per la química arqueològica i ha publicat diversos articles que tracten sobre la interacció de les humanitats i la ciència.
Ha presidit el Claustre de la Universitat de l'AUC (1998-2000), el Departament de Química de l'AUC (2000-2006) i va ser investigadora principal, dirigint el grup de recerca en química de superfícies del Centre de Recerca en Ciència i Tecnologia de Youssef Jameel (STRC) de l'AUC. També va ser la directora del programa de postgrau en química AUC (2010-tardor 2014). Ragai ha estat guardonada amb diversos premis al mèrit de l'AUC Trustees, així com amb el premi de l'Escola de Ciències i Enginyeria pel seu paper com a presidenta del departament de química. El 2013 va rebre el premi a la millor professora de tota la universitat.
Donat el seu interès addicional per la química arqueològica, va ser consultora del projecte Esfinge del Centre de Recerca Americà a Egipte (ARCE), ha estat membre del Comitè Nacional per a l'Estudi de l'Esfinge i durant set anys (2001-2008) va ser membre del Junta de Govern de l'ARCE. Com a part d'aquest projecte, va estudiar les propietats dels morters egipcis antics de l'Esfinx i del temple de la vall de Kephren.
Ragai va ser durant diversos anys (2008-2018) membre del Jurat dels Premis Internacionals de Ciències Físiques pels Premis L'Oréal-UNESCO per a les dones en ciència fundats pels premis Nobel Christian de Duve i Pierre Gilles de Gennes.
Va ser professora convidada a les següents universitats: Cambridge (Regne Unit), Cornell, Exeter, Carolina del Nord a Raleigh, Princeton, Rutgers, Lund, Göteborg i Cardiff; també a la Societat Filosòfica Americana, al museu Mahmoud Khalil del Caire, a la Universitat Americana de París, al Fitzwilliam Museum de Cambridge (Regne Unit) i al CNRS de Marsella. També va ser escollida membre estrangera de la Reial Acadèmia Sueca de les Arts i les Ciències de Göteborg.